# Super Natural
『Super Natural』（スーパー ナチュラル） は、EPOの11枚目のスタジオ・アルバム。1989年7月21日に発売された。発売元はDear Heart / MIDI。

## 概要
レコーディングから参加ミュージシャンまで、全面的にロンドンを拠点として制作されたアルバム。タイトルの「スーパーナチュラル」とは "超自然現象" を意味する。EPOにとって新たなポップ感を見出しターニング・ポイントとなった1枚である。
M-1「Everybody Knows」は本作と同時発売でシングルカットされた。M-6「Why」はカーリー・サイモンのカバー。前作『FREE STYLE』と同様に、編曲のほとんどをロンドン在住（当時）のキーボーディストでプロデューサー、ソングライターのDanny Schoggerが担当している。
同年8月25日には、本作の収録曲ほか全4曲を収録したライブ・レーザーディスクが発売された。

## 批評
音楽情報サイトCDジャーナルでは、「ロンドンでのレコーディングを続けていた時期の作品で、本作もロンドンで完成されている。ソウルっぽいリズム処理が、肉体の躍動感と精神の高揚感とを、バランスよく一体化させている。新しいキャリアに足を踏み出した実感を伝えるアルバム。」と紹介されている。

## 収録曲

### CD
| 全編曲: Danny Schogger (特記以外)。 |                                      |                               |                               |       |
| #                                   | タイトル                             | 作詞                          | 作曲                          | 時間  |
| 1.                                  | 「Everybody knows」                  | EPO                           | Danny Schogger, Linda Taylor  | 4:32  |
| 2.                                  | 「うさぎがはねた」                   | EPO                           | EPO                           | 4:00  |
| 3.                                  | 「Seven little hours」               | Charlie Dore                  | EPO                           | 4:19  |
| 4.                                  | 「チクタク」                         | Linda Taylor                  | EPO                           | 5:00  |
| 5.                                  | 「本当の色」                         | EPO                           | EPO, Danny Schogger           | 3:53  |
| 6.                                  | 「Why」(補編曲:Paul Ellis)           | Nile Rodgers, Bernard Edwards | Nile Rodgers, Bernard Edwards | 4:25  |
| 7.                                  | 「いろんな国で暮らしたい」           | EPO                           | EPO                           | 4:56  |
| 8.                                  | 「矛盾の中で生きてる」               | EPO                           | EPO                           | 4:57  |
| 9.                                  | 「Never alone」                      | Chris White                   | Chris White                   | 4:46  |
| 10.                                 | 「母の言い分」                       | EPO                           | EPO                           | 4:44  |
| 11.                                 | 「Super Natural」                    | EPO                           | EPO                           | 2:30  |
| 12.                                 | 「Everybody knows」(English version) | Danny Schogger, Linda Taylor  | Danny Schogger, Linda Taylor  | 5:34  |
| 合計時間:                           | 合計時間:                            | 合計時間:                     | 合計時間:                     | 53:36 |

## 発売履歴
| 地域 | リリース日    | レーベル          | 規格   | 規格品番  | 備考   |
| ---- | ------------- | ----------------- | ------ | --------- | ------ |
| 日本 | 1989年7月21日 | Dear Heart / MIDI | 12cmCD | 32MD-1051 |        |
| 日本 | 1993年3月1日  | Dear Heart / MIDI | 12cmCD | MDCL-1051 | 再発盤 |

## シングル

### 概要
アルバム『Super Natural』と同時発売となるシングル。表題曲「Everybody knows」は2つのヴァージョンが収録されている。カップリング曲「Take Another Look」は、アルバム収録曲「矛盾の中で生きてる」の英語バージョン。

### 収録曲
| #  | タイトル                             | 作詞         | 作曲                         | 編曲           |
| -- | ------------------------------------ | ------------ | ---------------------------- | -------------- |
| 1. | 「Everybody knows」                  | EPO          | Danny Schogger, Linda Taylor | Danny Schogger |
| 2. | 「Take Another Look」                | Linda Taylor | EPO                          | Danny Schogger |
| 3. | 「Everybody knows」(12inch Club Mix) | EPO          | Danny Schogger, Linda Taylor | Danny Schogger |

## ライブ映像

### 概要
帯コピー：新天地ロンドンで、EPOのスーパー・ナチュラルなエナジーがとき放たれた!
ロンドンで行われたライブの模様を収録したレーザーディスク。アルバム『Super Natural』から2曲、洋楽カバー1曲、アルバム『HARMONY』からタイトル曲を収録。規格品番はLM024-8127。

### 収録曲
| #  | タイトル            | 作詞 | 作曲・編曲 |
| -- | ------------------- | ---- | ---------- |
| 1. | 「EVERYBODY KNOWS」 |      |            |
| 2. | 「I CAN'T LET GO」  |      |            |
| 3. | 「WHY」             |      |            |
| 4. | 「HARMONY」         |      |            |